# Operation Nightbreaker
Operation Nightbreaker ist ein US-amerikanisches Filmdrama aus dem Jahre 1989 des Buches von Howard L. Rosenberg, basierend auf einem wahren Fall. Regie führte Peter Markle und produziert wurde es von William R. Greenblatt. Der Film schildert die Experimente an Soldaten während der Atomtests in der Wüste Nevada in den 1950er Jahren.

## Handlung
Dr. Brown wird Jahre später auf einer Preisverleihung mit seiner Militärvergangenheit als Arzt und den damit verbundenen Experimenten an Soldaten während mehreren Atombombentests konfrontiert.
In der Wüste Nevadas in den 1950er Jahren testet die USA mehrere Atombomben und die psychologischen und körperlichen Auswirkungen auf Soldaten. Dr. Brown hatte damals seine Ausbildung als Arzt gerade beendet, als er zu den geheimen Versuchen der US-Army kam.
Er überwachte die Befragung der Soldaten vor und nach den Atombombentests. Im Laufe des Filmes wird klar, dass die Militärführung die Soldaten absichtlich den Gefahren der Tests aussetzt. So wurden die Strahlengrenzwerte angehoben, um die Soldaten näher an den Zündort der Atombombe zu befehlen, und Einheiten immer näher an die Bomben verlegt. Bei einem der letzten Tests werden zwei Trupps unterschiedlich nahe dem Zündort der Bombe abgesetzt und ihnen vom Hauptquartier befohlen, die Schützengräben in der sogenannten Dreimeilenzone zu bemannen. Dr. Brown schließt sich freiwillig einem der Trupps an – dem, der sich der Bombe am nächsten befindet. Als wenige Minuten vor der Zündung klar wird, dass keine Schützengräben ausgehoben wurden und der Aufenthaltsort der Trupps als korrekt vom Hauptquartier bestätigt wird, verliert Dr. Brown die Nerven und flieht sofort aus dem Einsatzgebiet. Der Truppenführer befiehlt den Soldaten, die Position zu halten und sich flach auf den Boden zu legen, und nimmt dann die Verfolgung des flüchtenden Brown auf. Brown schafft es noch, eine gewisse Entfernung zu erreichen, als er stürzt und sich hinter einen Felsbrocken rettet, bevor ihn der Truppenführer erreicht und der Countdown zur Zündung beginnt. Der Truppenführer fordert Brown auf, sich auf die vorherige Position zu begeben, Brown lehnt dies vehement ab. In diesem Moment explodiert die Atombombe, und der Truppenführer wird mehrere Meter von der Druckwelle der Detonation über den Wüstenboden geschoben.
Diese Soldaten konfrontieren Dr. Brown auf der Preisverleihung zu seinen Ehren für die Erfindung eines Implantates für die Schmerzunterdrückung mittels kontinuierlicher Medikamentenabgabe damit, denn sie hoffen auf Unterstützung in ihrem Rechtsstreit mit der Army um ihre Anerkennung der Rente und Krankheitskosten durch die Folgeschäden. Statt seine vorbereitete Rede zu halten, berichtet Dr. Brown dem versammelten Publikum von den Tests und seiner Beteiligung daran und erzählt, wie er damals die mittlerweile an Krebs (z. B. Leukämie) erkrankten und unfruchtbaren Soldaten kennenlernte.

## Kritik
- film-dienst: Der gut besetzte, mit anschaulichen Rückblenden erzählte Film greift die Informationspolitik der US-Militärbehörden über die in den 50er Jahren entstandenen Strahlenschäden mit den vergleichsweise rücksichtsvollen Mitteln der Fernsehdramaturgie an.

## Auszeichnungen
T. S. Cook gewann 1990 den WGA Award der Writers Guild of America.